# Vitry-en-Charollais
Vitry-en-Charollais är en kommun i departementet Saône-et-Loire i regionen Bourgogne-Franche-Comté i östra Frankrike. Kommunen ligger i kantonen Paray-le-Monial som tillhör arrondissementet Charolles. År 2022 hade Vitry-en-Charollais 1 082 invånare.

## Befolkningsutveckling
Antalet invånare i kommunen Vitry-en-Charollais
| Referens: INSEE |